# Sacrifice (2024)
Sacrifice (2024) – gala wrestlingu organizowana przez amerykańską federację Total Nonstop Action Wrestling (TNA), która była transmitowana na żywo za pomocą platform TNA+ i YouTube (dla subskrybentów TNA Ultimate Insiders). Odbyła się 8 marca 2024 w St. Clair College w Windsor w prowincji Ontario w Kanadzie. Była to piętnasta gala z cyklu Sacrifice, a zarazem druga gala TNA+ Monthly Specials w 2024 roku.
Na gali odbyło się jedenaście walk, w tym dwie w pre-show Countdown to Sacrifice i jedna nagrana jako digital exclusive. W walce wieczoru, Moose pokonał Erica Younga broniąc TNA World Championship. W innych ważnych walkach, Jordynne Grace pokonała Tashę Steelz i Xię Brookside broniąc TNA Knockouts World Championship, Hammerstone pokonał Josha Alexandera, Spitfire (Dani Luna i Jody Threat) pokonały MK Ultra (Killer Kelly i Mashę Slamovich) zdobywając TNA Knockouts World Tag Team Championship oraz The System (Eddie Edwards i Brian Myers) pokonali ABC (Chrisa Beya i Ace’a Austina) zdobywając TNA World Tag Team Championship.

## Tło
Total Nonstop Action Wrestling ogłosiło 4 stycznia 2024, że gala Sacrifice odbędzie się 23 lutego 2024 w St. Clair College w Windsor w prowincji Ontario w Kanadzie.

## Rywalizacje
Sacrifice oferowało walki wrestlingu z udziałem różnych zawodników na podstawie przygotowanych wcześniej scenariuszy i rywalizacji, które są realizowane podczas cotygodniowych odcinków programu Impact!. Wrestlerzy odgrywają role pozytywnych (face) lub negatywnych bohaterów (heel), którzy rywalizują pomiędzy sobą w seriach walk mających budować napięcie.

### Pojedynek o TNA World Championship i o TNA World Tag Team Championship
Na No Surrender, Eric Young pokonał Frankiego Kazariana i zapewnił sobie walkę o TNA World Championship na Sacrifice. Później tej nocy, Moose obronił tytuł mistrza świata pokonując Alexa Shelleya w No Surrender Rules matchu. Następnie jego następna obrona przeciwko Youngowi została oficjalnie ogłoszona na Sacrifice. Dodatkowo, 29 lutego na odcinku TNA Impact!, The System (Moose, Brian Myers i Eddie Edwards) pokonali Younga i TNA World Tag Team Championów ABC (Chris Bey i Ace Austin) w Six-man tag team matchu z Myersem przypinającym Beya, aby wygrać. To zapewniło Myersowi i Edwardsowi walkę o tytuł tag team przeciwko ABC na Sacrifice.

### Nic Nemeth vs. Steve Maclin
Odkąd Nic Nemeth (dawniej Dolph Ziggler w WWE) zadebiutował w TNA na Hard To Kill, był celem Steve’a Maclina, przy czym ten ostatni zaatakował tego pierwszego nawet podczas walki w World Wrestling Council w Portoryko. 29 lutego na TNA Impact!, po tym, jak Maclin wygrał swoją walkę, Nemeth pojawił się na ścianie wideo poprzez nagraną wcześniej promocję w New Japan Pro-Wrestling, wyzywając Maclina na walkę na Sacrifice, która została zaakceptowana.

### Time Machine vs. Mustafa Ali i Grizzled Young Vets
Na No Surrender, debiutujący Mustafa Ali pokonał Chrisa Sabina i zdobył TNA X Division Championship, chociaż Sabin został rozproszony przez The Good Hands (John Skyler i Jason Hotch) przed końcem walki. Na kolejnym odcinku TNA Impact!, Ali zorganizował „Ceremonię inauguracji mistrzostw”, którą przerwał mu Sabin, który ogłosił faul podczas swojej misji wprowadzenia zmian w X Division. Sabin został następnie zaatakowany przez Alego i The Good Hands, zanim został uratowany przez Intergalactic Jet Setters (Kevin Knight i Kushida). Później tego wieczoru ogłoszono, że Sabin, Kushida i Knight zmierzą się z Alim i The Good Hands w Six-man tag team matchu na Sacrifice. W następnym tygodniu, Ali pokonał Knighta w non-title matchu, po czym The Good Hands zaatakowało i zraniło Knighta w ramię, uniemożliwiając mu rywalizację na Sacrifice. Alex Shelley zdecydował się go zastąpić. W międzyczasie Ali ujawnił, że chociaż docenia pomoc The Good Hands, po wcześniejszej porażce z Shelleyem i Kushidą, zdecydował się zastąpić ich Grizzled Young Vets (James Drake i Zack Gibson).

### Pojedynek o TNA Knockouts World Championship
Xia Brookside i Tasha Steelz rozpoczęły krótką rywalizację po Hard To Kill, zaczynając od pokonania Steelz przez Brookside 18 stycznia na TNA Impact!, której Steelz odwdzięczyła się trzy tygodnie później. 29 lutego na TNA Impact!, obydwie stoczyły rubber match, w którym zwyciężczyni zdobędzie walkę o TNA Knockouts World Championship na Sacrifice. Jednak walka wypłynęła na zewnątrz, gdy Brookside i Steelz kontynuowały bójkę, kończąc walkę podwójnym wyliczeniem. Knockouts World Champion, Jordynne Grace, pojawiła się później na rampie wejściowej, deklarując, że będzie bronić swojego tytułu przeciwko obu kobietom w Three-way matchu podczas gali.

### Josh Alexander vs. Hammerstone
Na Hard To Kill, były MLW World Heavyweight Champion Hammerstone zadebiutował w TNA, przegrywając z Joshem Alexandrem. Ponad miesiąc później, 29 lutego na TNA Impact!, TNA ogłosiło, że Hammerstone podpisał kontrakt z promocją, a rewanż z Alexandrem zaplanowano na Sacrifice.

### PCO vs. Kon
Na No Surrender, PCO pokonał Kona przez dyskwalifikację, gdy Kon uderzył go krzesłem. Kon kontynuował swój atak, zatrzymując ramię PCO w tunelu wejściowym i skręcając mu kark krzesłem. Na kolejnym odcinku TNA Impact!, PCO powrócił i zaatakował Kona na planie „Sound Check” Alana Angelsa, a TNA ogłosiło tydzień później, że obaj zmierzą się w No Disqualification matchu na Sacrifice.

### Pojedynek o TNA Digital Media Championship
8 marca TNA ogłosiło, że Laredo Kid nie może rywalizować na Sacrifice z powodu ciągłych problemów z podróżami. Kiedy miał rzucić wyzwanie Crazzy’emu Steve’owi o TNA Digital Media Championship na gali, na jego następcę ogłoszono, że jego następcą zostanie były i najdłużej panujący Digital Media Champion Joe Hendry.

## Wyniki walk
| Nr | Wyniki | Stypulacje                                                 | Czas  |
| --- | --- | ---------------------------------------------------------- | ----- |
| 1D | Bhupinder Gujjar pokonał Deanera poprzez pinfall                                                                                              | Singles match                                              | 4:51  |
| 2P | Crazzy Steve (c) pokonał Joe Hendry’ego poprzez pinfall                                                                                       | Singles match o TNA Digital Media Championship             | 4:07  |
| 3P | Speedball Mountain (Mike Bailey i Trent Seven) pokonali The Rascalz (Treya Miguela i Zachary’ego Wentza) poprzez pinfall                      | Tag team match                                             | 7:59  |
| 4 | Nic Nemeth pokonał Steve’a Maclina poprzez pinfall                                                                                            | Singles match                                              | 14:22 |
| 5 | The System (Eddie Edwards i Brian Myers) (z Alishą Edwards) pokonali ABC (Chrisa Beya i Ace’a Austina) (c) poprzez pinfall                    | Tag team match o TNA World Tag Team Championship           | 13:22 |
| 6 | PCO pokonał Kona poprzez pinfall | No Disqualification match                                  | 8:22  |
| 7 | Spitfire (Dani Luna i Jody Threat) pokonały MK Ultra (Killer Kelly i Mashę Slamovich) (c) poprzez pinfall                                     | Tag team match o TNA Knockouts World Tag Team Championship | 2:34  |
| 8 | Hammerstone pokonał Josha Alexandera poprzez pinfall                                                                                          | Singles match                                              | 18:19 |
| 9 | Mustafa Ali i Grizzled Young Vets (Zack Gibson i James Drake) pokonali Time Machine (Chrisa Sabina, Kushidę i Alexa Shelleya) poprzez pinfall | Six-man tag team match                                     | 14:11 |
| 10 | Jordynne Grace (c) pokonała Tashę Steelz i Xię Brookside poprzez pinfall                                                                      | Three-way match o TNA Knockouts World Championship         | 12:38 |
| 11 | Moose (c) pokonał Erica Younga poprzez pinfall                                                                                                | Singles match o TNA World Championship                     | 22:05 |
| (c) – mistrz/mistrzyni przed walkąD – walka była dark matchem (nietransmitowana w TV)P – walka miała miejsce w pre-show | |                                                            |       |